# Parechinus angulosus
Parechinus angulosus is een zee-egel uit de familie Parechinidae.
De wetenschappelijke naam van de soort werd in 1778 gepubliceerd door Nathanael Gottfried Leske.